# Задільська сільська рада
Задільська сільська рада — колишній орган місцевого самоврядування у Сколівському районі Львівської області. Адміністративний центр — село Задільське.

## Загальні відомості
Задільська сільська рада утворена в 1940 році.
7.5.1946 перейменували населені пункти Задільської сільської Ради Боринського району: хутір Деньковята — на хутір Деньківка, хутір Шишковята — на хутір Шишковате.
Сільрада відновлена в 1995 році. Територією ради протікає річка Задільчанка.

## Населені пункти
Сільській раді були підпорядковані населені пункти:
- с. Задільське

## Склад ради
Рада складалася з 12 депутатів та голови.

### Керівний склад попередніх скликань
| ПІБ                             | Основні відомості                                                 | Дата обрання | Дата звільнення |
| ------------------------------- | ----------------------------------------------------------------- | ------------ | --------------- |
| Денькович Микола Йосипович      | Сільський голова, 1948 року народження                            | 26.03.2006   | 31.10.2010      |
| Комарницький Ярослав Богданович | Сільський голова, 1959 року народження, освіта вища, безпартійний | 31.10.2010   |                 |

Примітка: таблиця складена за даними джерела

## Населення
За переписом населення України 2001 року в сільській раді мешкали 672 особи. 100 % населення вказало своєю рідною мовою українську мову.